# Afrectopius nigrithorax
Afrectopius nigrithorax är en stekelart som beskrevs av Heinrich 1967. Afrectopius nigrithorax ingår i släktet Afrectopius och familjen brokparasitsteklar. Inga underarter finns listade i Catalogue of Life.